# João Machado de Novais Melo

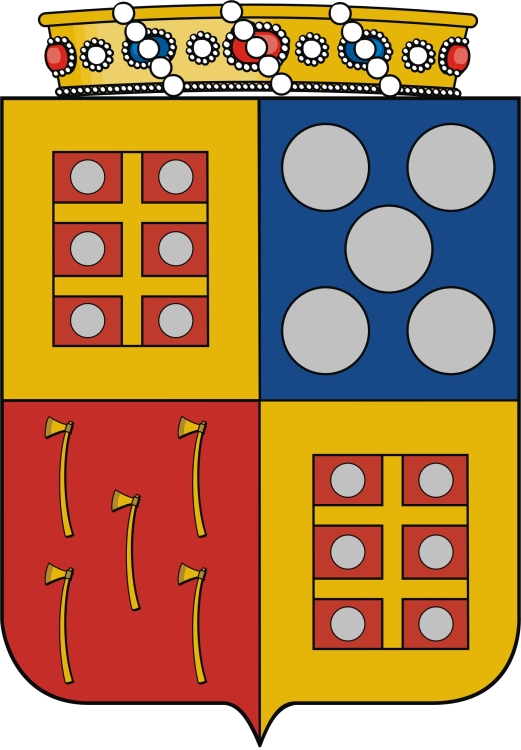
Brasão do Barão de Piaçabuçu.

João Machado de Novais Melo (1816-1892), primeiro e único barão de Piaçabuçu (? — ?) foi um nobre brasileiro.
Filho de Antônio Francisco Novais, casou-se com Maria José Leite. Foi agraciado barão em 5 de outubro de 1889, era tenente-coronel da Guarda Nacional.
Titulado Barão em 5 de outubro de 1889, um mês e cinco dias antes da queda da monarquia. Seu nome é registrado por alguns como João Francisco de Novais Melo, mas o decreto de concessão nobiliárquica grafa João Machado de Novais Melo. Era destacado líder do Partido Liberal e chefe político da sua região. É de sua família o primeiro Prefeito (Intendente) do Município de Pão de Açúcar-AL – o Juiz de Direito Dr. Miguel de Novaes Mello.
Seu filho, Antônio Ferreira de Novaes Mello, Deputado Provincial em Alagoas e nascido em Pão de Açúcar, faleceu em acidente ferroviário durante a construção da Estrada de Ferro Paulo Afonso, ocorrido no dia 17 de julho de 1880.